# Monika Ehrhardt

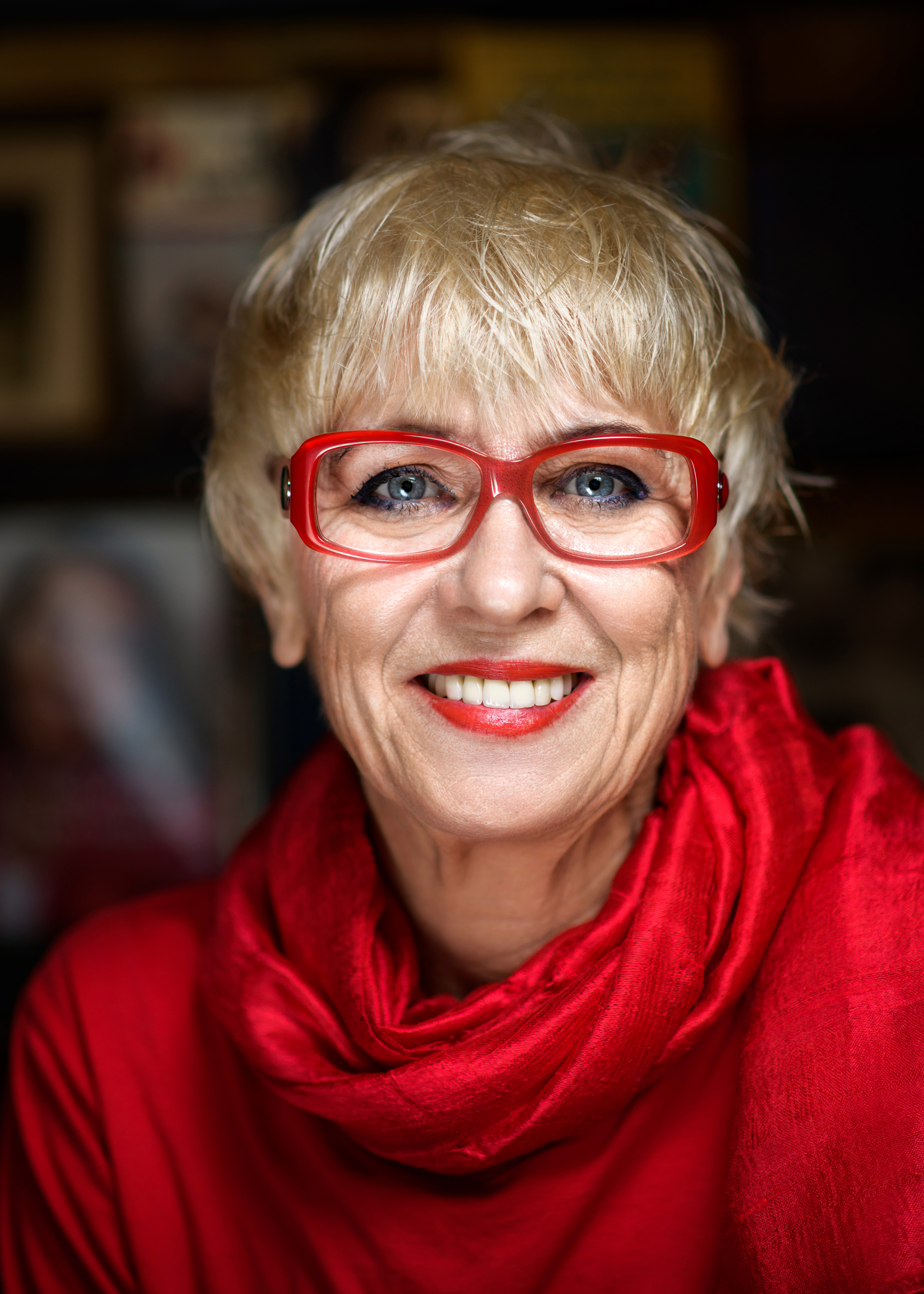
Monika Ehrhardt (2018)

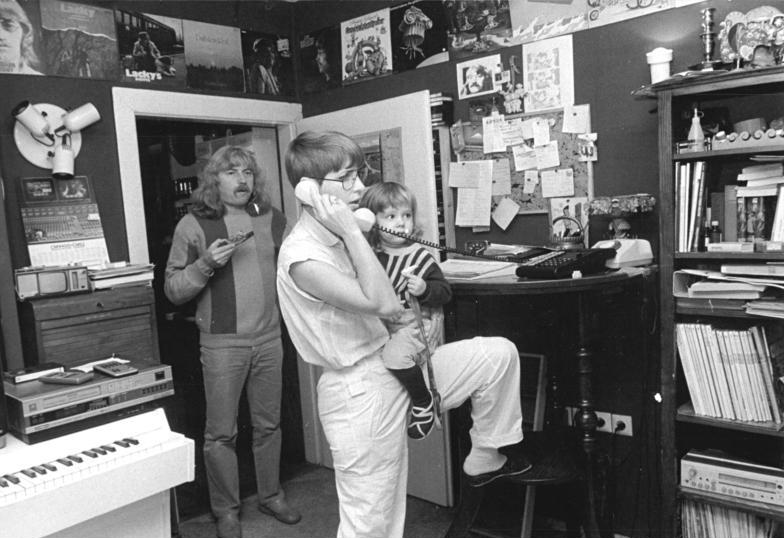
Monika Ehrhardt mit ihrer Tochter Hanna Lakomy und Ehemann Reinhard Lakomy (1987)

Monika Ehrhardt Lakomy (* 18. September 1947 in Oßmannstedt als Monika Ehrhardt) ist eine deutsche Schriftstellerin und Texterin, die gemeinsam mit ihrem Mann, dem Komponisten Reinhard Lakomy, eine Reihe von Hörspielen und Hörspielmusicals produzierte. Das bekannteste der 15 Werke des Paares ist von 1980 Der Traumzauberbaum. Monika Ehrhardt lebt in Berlin-Blankenburg und arbeitet als Schriftstellerin und Regisseurin.

## Leben und Werk
Monika Ehrhardt erlernte während der Abiturzeit 1962 bis 1964 den Maurerberuf, entschied sich dann für den Beruf der Balletttänzerin und absolvierte von 1964 bis 1969 ein klassisches Bühnentanz-Studium an der Staatlichen Ballettschule Berlin. Als Tänzerin arbeitete sie von 1969 bis 1981, während sie parallel ein Fernstudium der Kulturwissenschaft absolvierte und als Schriftstellerin und Texterin aktiv war.

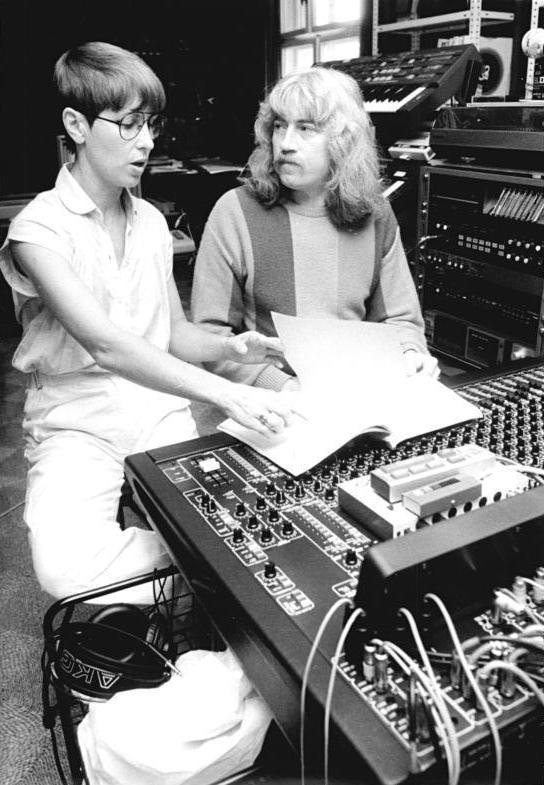
Monika Ehrhardt und Reinhard Lakomy (1987)

1977 heiratete Monika Ehrhardt den Musiker Reinhard Lakomy, arbeitete jedoch weiterhin unter ihrem Geburtsnamen. 1978 erschienen ihre ersten Veröffentlichungen von Texten, im selben Jahr produzierte sie ihr erstes Theaterstück in Ost-Berlin. 1980 produzierten beide gemeinsam das Hörspielmusical Der Traumzauberbaum, Start für ein ganzes Universum Traumzauberbaum. Von 1978 bis 1991 produzierten sie sämtliche Kinderrevuen im Friedrichstadtpalast Berlin, außerdem zahlreiche Stücke für Musiktheater und Fernsehproduktionen. Im Februar 1990 sendete das DDR-Fernsehen die von ihr und Lakomy geschaffene Kinderrevue Der Wasserkristall.
Monika Ehrhardt war von 1981 bis 1990 Mitglied des Schriftstellerverbands der DDR. Ab 1986 war sie Abgeordnete der Stadtverordnetenversammlung Berlin.
Auch nach der Auflösung der DDR arbeitete Monika Ehrhardt als Schriftstellerin und produzierte weiterhin gemeinsam mit ihrem Mann Hörspielmusicals für Kinder. Von 1990 bis 1992 konzipierte sie mehrere Fernsehsendungen und war Drehbuchautorin von drei Filmen aus der Serie Die Gespenster von Flatterfels. 1991 wurde sie Mitglied im Verband deutscher Schriftsteller (VS) und war von 2000 bis 2014 stellvertretende Vorsitzende des VS Berlin. 2001 wurde sie zudem Vizepräsidentin und 2003 Präsidentin des Nationalen Delphischen Rates Deutschlands e. V. (Sitz in Düsseldorf) 2002 wurde sie in das internationale Präsidium für den Dialog zwischen den Religionen und Kulturen mit Sitz in Nikosia, Zypern, berufen. 2019 initiierte und organisierte sie auf Kuba in Zusammenarbeit mit der UNEAC unter dem Motto Juntos-arte-gemeinsam ein bilaterales Künstlertreffen in Havanna anlässlich des 500. Geburtstages der Stadt. 2021 erhielt sie den NIBB Innovationspreis in der Kategorie Wirtschaft und Soziales des Landes Nordrhein-Westfalen. Im November 2024, zum Start der 15. Biennale in Havanna, organisierte sie die Teilnahme von Berliner und Brandenburger Künstlerinnen und Künstlern aus den Genres Bildende Kunst, Darstellende Kunst und Musik. Zur Internationalen Buchmesse in Havanna erschien der Traumzauberbaum in spanischer Sprache.
Seit 1992 inszenierte sie bis zur Pandemie 30 Schulaufführungen mit ca. 450 Kindern in Zusammenarbeit mit jeweils der ganzen Schule. Ihre Inszenierungen fördern den Gemeinsinn und den Umgang mit der Poesie der deutschen Sprache und in besonderer Weise der Musik. 2020 wurde in Bautzen der erste "Traumzaubergarten" als interaktiver Spielplatz im Beisein des Ministerpräsidenten Michael Kretschmer eingeweiht.
Seit dem Tod ihres Ehemannes (2013) schuf sie sieben neue Bühnenshows für das REINHARD LAKOMY-Ensemble. 2015 gründete sie die gemeinnützige Traumzauberbaum GmbH, 2016 den Musikverlag LACKY Music. Hier erschienen 2019 die bis dahin unveröffentlichten Electronics Zwischen der Stille und Jazztronics, sowie Die 6-Uhr-13-Bahn als Neuauflage. 2017 wurde die Merchandising-GmbH Traumzauberbaum gegründet, 2021 der Traumzauberbaum-Buchverlag, hier erschien 2022 die Hörspiel-CD José Martí – Geschichten für Kinder.
CD-Produktionen im eigenen Studio und bei allen Bühnenshows des
Sie arbeitet zusammen u. a. mit Carmen Maja Antoni, Josephin Busch, Oliver Kalkofe, Ulrike Krumbiegel, Otto Mellies, Lutz Vanderhorst, Ilja Richter, Franziska Trögner, Jaecki Schwarz, Angelika Mann, Daniel Morgenroth, siehe unter www.traumzauberbaum.de, Die Sprecher
Monika Ehrhardts Tochter ist die Autorin Hanna Lakomy.

## Ehrungen und Preise
- 1988 – Erich-Weinert-Medaille
- 2019 – Deutscher Musikautorenpreis, Sparte: Text Kinderlied, Nominierung
- 2021 - NIBB Innovationspreis des Landes Nordrhein-Westfalen, in der Kategorie Wirtschaft und Soziales

## Publikationen (Auswahl)

### Langspielplatten / CDs
Musikhörspiele für Kinder, bei Europa Family / SONY Music / LACKY Music, Musikverlag
- Geschichtenlieder mit Paule Platsch, dem Regentropfen (1978)
- Der Traumzauberbaum (1980)
- Mimmelitt, das Stadtkaninchen (1983)
- Schlapps und Schlumbo (1986)
- Der Wolkenstein (1989)
- Der Wasserkristall (1992)
- Der Regenbogen (1995)
- Josefine, die Weihnachtsmaus (1997)
- Das blaue Ypsilon (1999)
- Der Traumzauberbaum 2 – Agga Knack, die wilde Traumlaus (2001)
- Kiki Sonne … eine Sternputzergeschichte (2007)
- Der Traumzauberbaum 3 – Rosenhuf, das Hochzeitspferd (2011)
- Der Traumzauberbaum 4 – Herr Kellerstaub rettet Weihnachten (2012)
- Die Sonne (2016)
- Mama Tresore und die Kanalrattenbande (2020)
- Die-6-Uhr-13-Bahn (1993 bei "Nebelhorn" / Buschfunk, ab 2019 LACKY Music)
- José Martí - Geschichten für Kinder (2022 LACKY Music, Musikverlag)
- Tonie-Figur Der Traumzauberbaum für die Tonie-Box
- El árbol de sueños mágicos  (2024 LACKY Music, Musikverlag)

### Theater
- 1978 Erste Kinderrevue, alter Friedrichstadtpalast Berlin (Ferdinand wird Vater)
- 1979 Zweite Kinderrevue, alter Friedrichstadtpalast Berlin (Ferdinand rettet die Sonne)
- 1980 Dritte Kinderrevue, alter Friedrichstadtpalast Berlin (Ferdinand sucht den Regenbogen)
- alle drei Revuen im Theater der Freundschaft wegen Schließung des alten Palastes
- 1984 Eröffnung des neuen Friedrichstadtpalast Berlin mit Teil 1 der Märchentrilogie
- bis 1991 Der Wasserkristall, Der Regenbogen, Die Sonne
- diverse Arbeiten für andere Theater, u. a.
- Palast der Republik  Der Traumzauberbaum, Lackys Zauberliedchen, Das Glückswunder
- Städtebundtheater Halberstadt   Der Wasserkristall, Der Regenbogen
- Gießen, Wiesbaden, Darmstadt Das blaue Ypsilon (Auftragswerk des Hessischen Ministeriums für Wissenschaft und Kunst)
- Planetarium Jena  Unendlichen eins (Auftragswerk der Ernst-Abbe-Stiftung)
- Landesbühnen Sachsen (Der Regenbogen, Die Sonne)
- Junges Theater Tirschenreuth, Der Traumzauberbaum
- Puppentheater Zwickau, Der Traumzauberbaum
- Schulinszenierungen fortlaufend im gesamten deutschsprachigen Raum

### Bücher
- Die Mittagsfee (1982)
- Der Traumzauberbaum (1986)
- Mimmellitt, das Stadtkaninchen (1988)
- Kajetan hat sich wehgetan (2021)

## Film und Fernsehen
- 1980: Ferdinand wird Vater
- 1982–1983: Rockmusik zum Anfassen, 6 Folgen (1982/83)
- 1983: Kling-Klang (1983)
- 1991: eene meene mopel, Bibelgeschichten (1991)
- 1991: eene meene mopel, Sprinter, 6 Folgen (1991)
- 1991: eene meene motel,  6 Lügengeschichten (1991)
- 1991: Ellentie (1991)
- 1993: Die Gespenster von Flatterfels
- 1995: Die Weihnachtsmaus
- 2022: 3 Teile Abendgruß Sandmännchen
- Lieder zu Spielfilmen, u. a. in Das Schulgespenst